# Rezerwat przyrody Lisiny Bodzechowskie
Rezerwat przyrody Lisiny Bodzechowskie – rezerwat leśny w gminie Bodzechów, w powiecie ostrowieckim, w województwie świętokrzyskim.
- Powierzchnia: 36,63 ha[2] (akt powołujący podawał 31,80 ha)
- Rok utworzenia: 1959
- Dokument powołujący: Zarządz. MLiPD z 5.05.1959, M.P. z 1959 r. nr 59, poz. 291
- Numer ewidencyjny WKP: 019
- Charakter rezerwatu: częściowy
- Przedmiot ochrony: las mieszany o charakterze naturalnym porastający jary lessowe

Rezerwat obejmuje wydzielenia 227 i 228 w leśnictwie Przyborów (obręb Ćmielów, nadleśnictwo Ostrowiec Świętokrzyski), a granicę stanowi kręta linia oddzielająca las od otaczających go pól uprawnych.
Rezerwat stanowi zabezpieczenie przed erozją dla stromych skarp, jarów i wąwozów. Występują tu również ciekawe, rzadkie odmiany zbiorowisk grądowych. Rośnie tu głównie lipa drobnolistna, dąb szypułkowy i wiąz górski, ale także jawor, klon zwyczajny i sosna zwyczajna.
Na terenie rezerwatu doliczono się około 190 gatunków roślin naczyniowych, ale tylko 11 z nich zaliczanych jest do gatunków rzadkich i chronionych, m.in. parzydło leśne i lilia złotogłów.